# Chipundu (Serenje)
Chipundu è un ward dello Zambia, parte della Provincia Centrale e del Distretto di Serenje.